# Armure

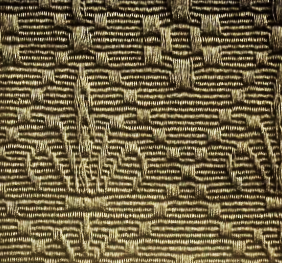
Armure z česané vlny, obrazce z flotujících osnovních nití na podkladu v žebrové vazbě (asi z roku 1918)

Armure je tkanina s drobnými reliefy vytvořenými z flotujících osnovních nití na podkladu v různých vazbách (viz příklad na snímku vpravo).
Název pocházející z fracouzského armure = brnění se vztahuje na vysokou  pevnost a odolnost této textilie. Označení armure se někdy zaměňuje za armour nebo armor (pancíř), (ke kterému patří v širším kontextu např. textilie na neprůstřelné vesty).

## Způsob výroby
Armure se vyrábí z různých přírodních a umělých materiálů, často dvoubarevný. Vazba a vzory tkaniny se tvoří s pomocí  žakárového nebo listového zařízení, flotující niti se odvíjejí z přídavné vzorovací osnovy.

## Historie armure
Nejstarší zmímky o armure pocházejí ze starověkých civilizací. V průběhu staletí byly výrobky z armure spojovány s luxusem, oděvy z nich nosila šlechta i královské rodiny.
Později se využívaly jeho vlastnosti k aplikaci na běžné oděvy i nábytkové potahy. Např. na začátku 20. století se vyráběly tyto tkaniny z jemné česané vlny s osnovou 10 tex x 2 a s útkem 20 tex s dostavou 36/26 nití na cm. V osnově se s používaly také střídavě vlněné a mohérové niti, u levné varianty byla vlna nahrazena bavlnou a mohér viskózou.
V české odborné literatuře z konce 20. století se armure definoval jako hedvábnická tkanina s drobnou geometrickou strukturou. Jako účel použití se uváděly vázanky a dámské šaty.
V 21. století zařadili tkaniny armure do svých kolekcí i mnozí známí módní návrháři. Pařili k nim např. Chanel, Guzzi, Valentino, Ermengildo Zegna. 